# 子之神社 (三郷市)
子之神社（ねのじんじゃ）は、埼玉県三郷市の神社。

## 歴史
創建年代は不明である。ただ江戸時代後期の地誌『新編武蔵風土記稿』に掲載されていることから、少なくとも江戸時代後期には既に存在していたものと推測される。近くの延命院が別当寺であった。
1873年（明治6年）、近代社格制度に基づく「村社」に列せられた。1962年（昭和37年）、三郷市立彦成小学校の拡張工事に伴い、これまで当寺は延命院の裏側（北側）にあったが、この時に現在地に移転した。

## 交通アクセス
- 路線バス流通団地北停留所より徒歩18分。